# Дельфін (сузір'я)

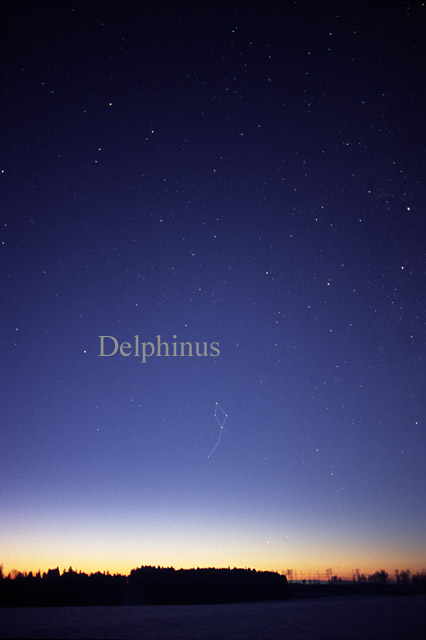
Сузір'я Дельфін неозброєним оком.

Дельфі́н (лат. Delphinus) — невелике за площею сузір'я північної півкулі неба, розташоване поблизу небесного екватора.
Найкращі умови для спостережень — у червні-серпні. Видно на всій території України. Стародавня українська назва цього сузір'я — Криниця.
Сузір'я Дельфіна відоме з античності, включене до каталогу зоряного неба Клавдія Птолемея «Альмагест». У Стародавній Греції сузір'я асоціювали із історією про поета Аріона, який рятуючись від розбійників, стрибнув із корабля в море та був врятований дельфінами.

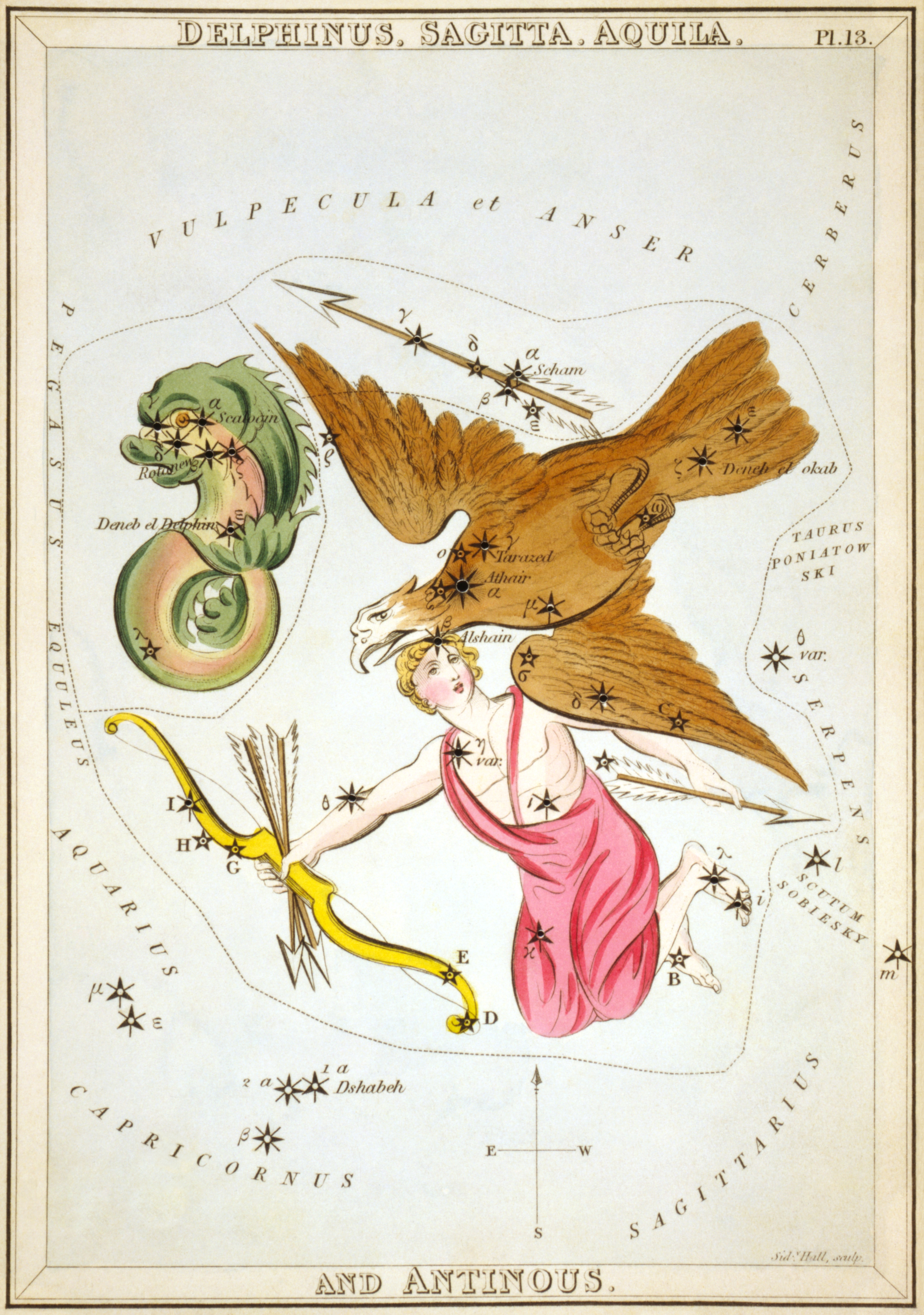
Сузір'я Дельфін, Стріла, Орел та Антиной (заст.) із «Дзеркала Уранії», набору тематичних карток опублікованого у Лондоні, бл. 1825

## Зорі та інші цікаві об'єкти
Дві найяскравіші зорі отримали власні назви не в стародавні часи, як більшість зір, що їх мають, а лише 1814 року. У другому виданні зоряного каталога обсерваторії Палермо зорю α Дельфіна було названо Суалоцін (лат. Sualocin), а β Дельфіна — Ротанев (лат. Rotanev). Згодом було з'ясовано, що ці назви утворено від імені та прізвища помічника директора обсерваторії Нікколо Каччіаторе (італ. Niccolo Cacciatore) у їх латинізованому варіанті — Nicolaus Venator (італ. «cacciatore» і лат. «venator» означають «мисливець») якщо записати їх задом наперед.
У сузір'ї містяться кулясті скупчення — NGC 6934 і NGC 7006.

## Виноски
1. ↑  Карпенко Юрій. Старі сузір'я [Архівовано 16 грудня 2019 у Wayback Machine.] // Українське небо 2. Студії над історією астрономії в Україні: збірник наукових праць / за заг. ред. О. Петрука. — Львів: Інститут прикладних проблем механіки і математики ім. Я. С. Підстригача НАН України, 2016. — 769 с. — С. 94.
2. ↑  І. А. Климишин, І. П. Крячко. Астрономія. Підручник для 11 класу [Архівовано 16 грудня 2019 у Wayback Machine.]. 2002 р. — С. 17. — ISBN 966-7999-02-5.
3. ↑  Richard Hinckley. — Star Names. Their Lore and Meaning. (Delphinus, the Dolphin).